# Восхищение Церкви

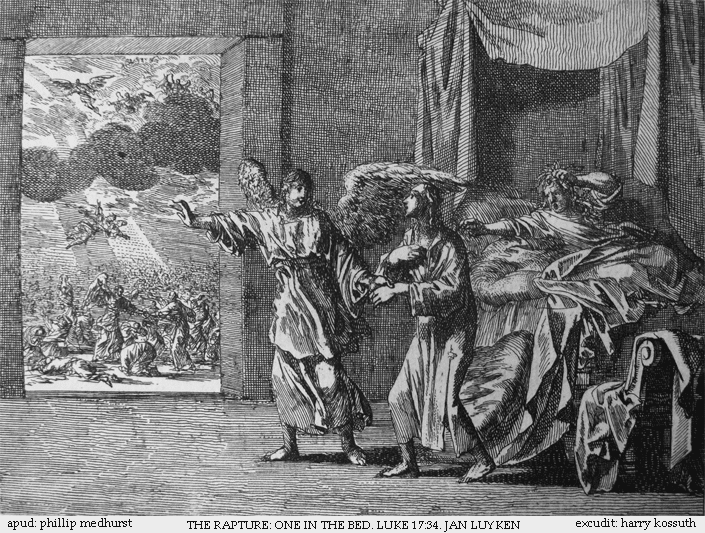
«Бодрствуйте, потому что не знаете, в который час Господь ваш приидет». Иллюстрация Жана Люкена (Jan Luyken) к 17 главе Евангелия от Луки из «Библии Бойера», 1795 год

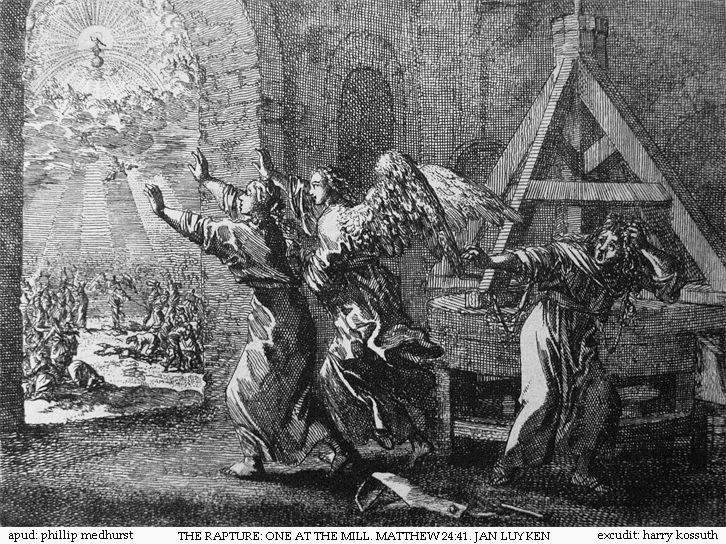
«Две мелющие в жерновах: одна берётся, а другая оставляется» Иллюстрация Жана Люкена (Jan Luyken) к 24 главе Евангелия от Матфея из «Библии Бойера», 1795 год

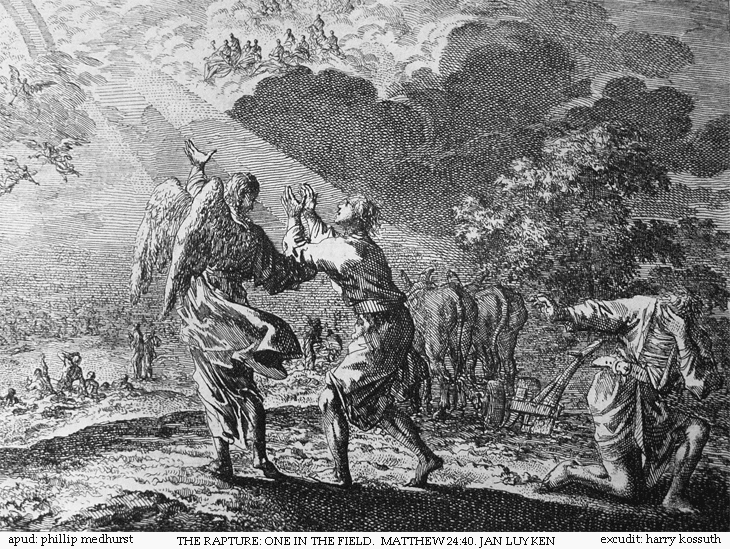
«Двое на поле: один берётся, а другой оставляется» Иллюстрация Жана Люкена (Jan Luyken) к 24 главе Евангелия от Матфея из «Библии Бойера», 1795 год

Восхищение Церкви (др.-греч. ἅρπασμα, буквально «похищение», «захват», англ. rapture) — термин в христианской эсхатологии, распространённый в протестантской среде (особенно среди баптистских, пятидесятнических и других церквей, ощутивших влияние диспенсационализма). Под «восхищением» подразумевают вознесение Церкви для её встречи с Иисусом Христом перед Его Вторым пришествием. Значительная часть протестантов считает, что Восхищение Церкви и Второе пришествие Иисуса Христа для суда над миром — два разных события, разделённые во времени.
Термин «восхищение» взят из Синодального перевода Библии, из слов апостола Павла, адресованных христианской церкви в Фессалониках:

Потом мы, оставшиеся в живых, вместе с ними восхищены будем на облаках в сретение Господу на воздухе, и так всегда с Господом будем
— 1Фес. 4:17
По мнению баптистского богослова И. В. Каргеля, Восхищение «заключает в себе самое высшее торжество, в которое войдет Церковь здесь на земле, то есть, торжественная победа над смертью и могилой, вход с Ним Превознесенной Главой Церкви в славу Его, которую Он имел прежде создания мира и ту славу, которая Ему будет, как сыну Человеческому дана после входа в Церковь Свою».

## Этимология
В греческом языке в 1Фес. 4:17 использована форма глагола ἁρπάζω, который переводится «хватать, похищать, захватывать, расхищать, восхищать», с коннотацией внезапности этого события. В схожем значении глагол использован в Деян. 8:39, 2Кор. 12:2-4 и Откр. 12:5.
В различных переводах Библии на русский язык глагол др.-греч. αρπαγησόμεθα в 1Фес. 4:17 переводится по-разному. Так, в переводе Нового Завета Кассианом (Безобразовым), как и в Синодальном переводе использовано слово «восхищены». В то же время в «Радостной вести» глагол переведён как «будем унесены», а в переводе Библии Международным библейским обществом — «подняты».

## История доктрины о тайном восхищении
Сторонники взгляда на восхищение Церкви как событие, разделённое с пришествием Христа во славе значительным промежутком времени, находят подтверждение своему толкованию этого стиха у некоторых Отцов церкви первых веков. Так, автор «Лекций по систематическому богословию» Генри Кларенс Тиссен нашёл подобные утверждения в трактате «Против ересей» Иринея Лионского и в другом известном древнем христианском произведении — «Пастыре Гермы». По мнению Тиссена, Ириней Лионский предполагал восхищение церкви во время периода Великой скорби, а автор «Пастыря Гермы» — до начала периода Великой скорби. Однако в обоих произведениях Тиссен нашёл и противоречащие этому утверждения авторов. Из этого он сделал вывод, что в первые века христианства «существовала некоторая путаница в этом вопросе».
По мнению Тиссена, неясность учения Церкви первых веков в этом вопросе объясняется тем, что христиане в это время жили в состоянии постоянного ожидания Господа и не были озабочены возможностью наступления скорбей в будущем. В дальнейшем, с появлением Константина Великого и обретения Церковью государственного статуса, «Церковь обратилась к аллегоризации тех мест Писания, которые говорят о пришествии Господа. Одновременно с отрицанием буквального Тысячелетнего Царства, начали отвергать и скорбь, или представлять её в аллегорических образах», — писал Тиссен.
Разработка доктрины началась в XVII веке американскими пуританами отцом и сыном Инкризом и Коттоном Мэзерами. Они считали, что Церковь будет восхищена на встречу Господу, а затем, в преддверии наступления Тысячелетнего царства, спустится на землю. Более детально доктрина о Восхищении Церкви была разработана в XVIII и XIX веках богословами Морганом Эдвардсом (англ. Morgan Edwards)(1788), католическим священником Эммануэлем Лакунзой (Emmanuel Lacunza) (1812) и Джоном Нельсоном Дарби (1827).
Ранние вероисповедания российских баптистов и евангельских христиан, не содержат положения о тайном восхищении Церкви до великой скорби, излагаемая в них эсхатология совпадает с традиционными представлениями исторических церквей (см. раздел «Посттрибулационисты»). В первой половине XX столетия приобретает популярность и авторитет «Толкователь книги Откровение» И. В. Каргеля. В 1950—1960-е годы в работах А. В. Карева, А. И. Мицкевича и других руководящих братьев ВСЕХБ второе пришествие Иисуса Христа уже представлено состоящим из двух стадий, на первой из которых — тайном приходе Христа за Церковью — состоится её восхищение. Официально положения доктрины о предскорбном восхищении Церкви впервые вошли в вероучение церквей ЕХБ Советского Союза в 1985 году, на 43 съезде ВСЕХБ, и перешли в последующие вероисповедания.

## Расхождения

### Одно событие или два
Некоторые верующие считают, что Второе пришествие Иисуса Христа будет представлять собой два различных события, либо это будет одно событие, но осуществлённое в два этапа. Такое представление вызвано расхождениями, возникающими при буквальном толковании двух групп библейский отрывков, посвящённых Второму пришествию (основными в этих группах являются отрывки 1Фес. 4:13-18 — с одной стороны и Мф. 24:1-51 — с другой).
«Встреча Спасителя с Церковью состоится именно в воздухе (1Фес. 4:16-17); это касается только христиан (Ин. 14:1-4); Восхищение есть тайное действие (1Кор. 15:51-52), которое произойдёт внезапно, „во мгновение ока“ (1Кор. 15:52); это будет время благословения (1Фес. 4:18), когда Христос откроется христианам на небе как „звезда светлая и утренняя“ (Откр. 22:16). Нечто совсем иное читаем мы о пришествии Иисуса Христа на землю: пришествие состоится именно на землю (Зах. 14:4); Христос придёт как праведный Судья вместе с Церковью (а, стало быть, она оказалась на небесах прежде данного события — Кол. 3:4; 1Фес. 3:13; 1Фес. 4:14; Иуд. 14-15); это будет совсем не тайное, а всем очевидное событие, сопровождаемое многими знамениями Мф. 24:29-30; это будет время суда над живущими на земле (Откр. 19:13-15); эти события относятся как к Израилю Мф. 24:1-51, так и к язычникам, не вошедшим в Церковь Христову Мф. 25:31-32», — считает богослов Константин Прохоров.
| Восхищение Церкви                                                                     | Второе пришествие Христа                                                |
| ------------------------------------------------------------------------------------- | ----------------------------------------------------------------------- |
| Явление Христа на небе (1Фес. 4:17)                                                   | Христос приходит на землю (Зах. 4:14)                                   |
| Христос приходит за святыми (1Фес. 4:14-17)                                           | Христос приходит со святыми (1Фес. 3:13)                                |
| Нет признаков предшествующих восхищению                                               | Предвещается многими признаками (Мф. 24:4-20)                           |
| Весть о нём утешает верующих (1Фес. 4:18)                                             | Время мучений и суда (2Фес. 2:8-12)                                     |
| Относится только к верующим (Ин. 14:1-3), (1Кор. 15:51-54), (1Фес. 4:16-17)           | Относится к Израилю и к «живущим на земле» (Мф. 24:1-25), (Мф. 25:1-46) |
| Случится мгновенно, только те, кто принадлежит Ему, будут Его видеть (1Кор. 15:51-52) | Весь мир будет видеть (Мф. 24:27), (Откр. 1:7)                          |
| После него начинаются дни Великой Скорби                                              | После него начинается Тысячелетнее царство                              |

Большинство католиков, православных, англикан и лютеран считают, что Второе пришествие Христа будет одним, очевидным для всех событием.

### Место
Диспенсационалисты считают, что христиане будут вознесены на небо с возможным в дальнейшем возвращением на землю. Католический комментатор Библии Вальтер Друм (Walter Drum) считает, что в 1Фес. 4:14 речь идёт о сборе Церкви на небе.
В то же время у англикан на этот вопрос имеются различные взгляд. Некоторые англиканские комментаторы (например, Н. Т. Райт (N. T. Wright) считают местом назначения некую местность на Земле. Часто называется Иерусалим.

## Время Восхищения Церкви

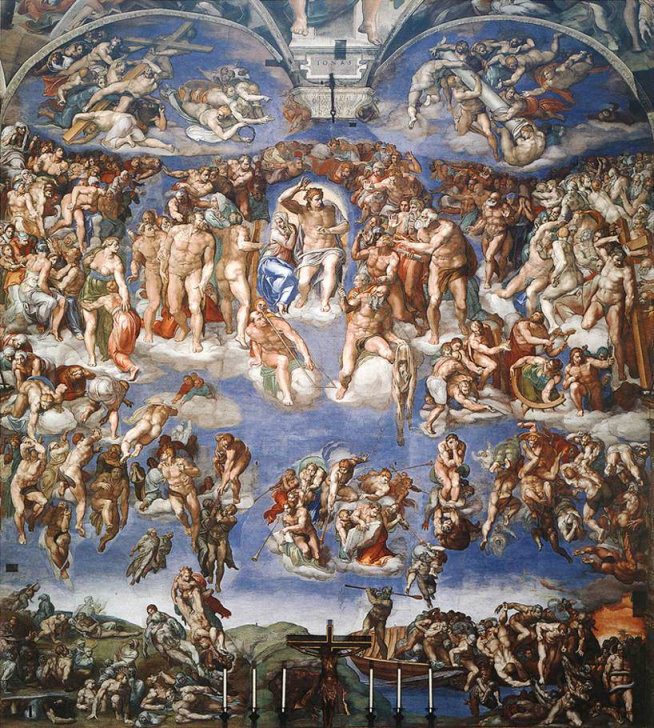
Страшный суд, картина Микеланджело, (1541)

Среди амилленаристов (отрицающих буквальное толкование Тысячелетнего царства), постмилленаристов (Postmillennial) (считающих, что Христос придёт после Тысячелетнего царства) и посттрибулационистов-премилленаристов (Post-tribulation Premillennial) (считающих, что Восхищение произойдёт после великой скорби, но до начала Тысячелетнего царства) нет особой разницы во взглядах на соотношение времени Восхищения Церкви и времени Второго пришествия Христа. Они считают, что Восхищение Церкви либо совпадёт со Вторым пришествием, либо эти события будут следовать сразу одно за другим.
В то же время у остальных премилленаристов (кроме посттрибулационистов), считающих, что между Восхищением и Вторым пришествием пройдёт некоторое время, есть различия (см. таблицу-иллюстрацию).

### Претрибулационисты (Pre-tribulation)
Претрибулационисты считают, что Восхищение Церкви произойдёт до начала семилетнего периода Великой скорби (Tribulation), в то время как Второе пришествие произойдёт в конце этого периода. В русскоязычном богословии к претрибулационистам относятся Иван Каргель, Алексей Коломийцев, Константин Прохоров и другие.
Не все претрибулационисты являются диспенсационалистами.

### Мидтрибулационисты (Mid-tribulation)

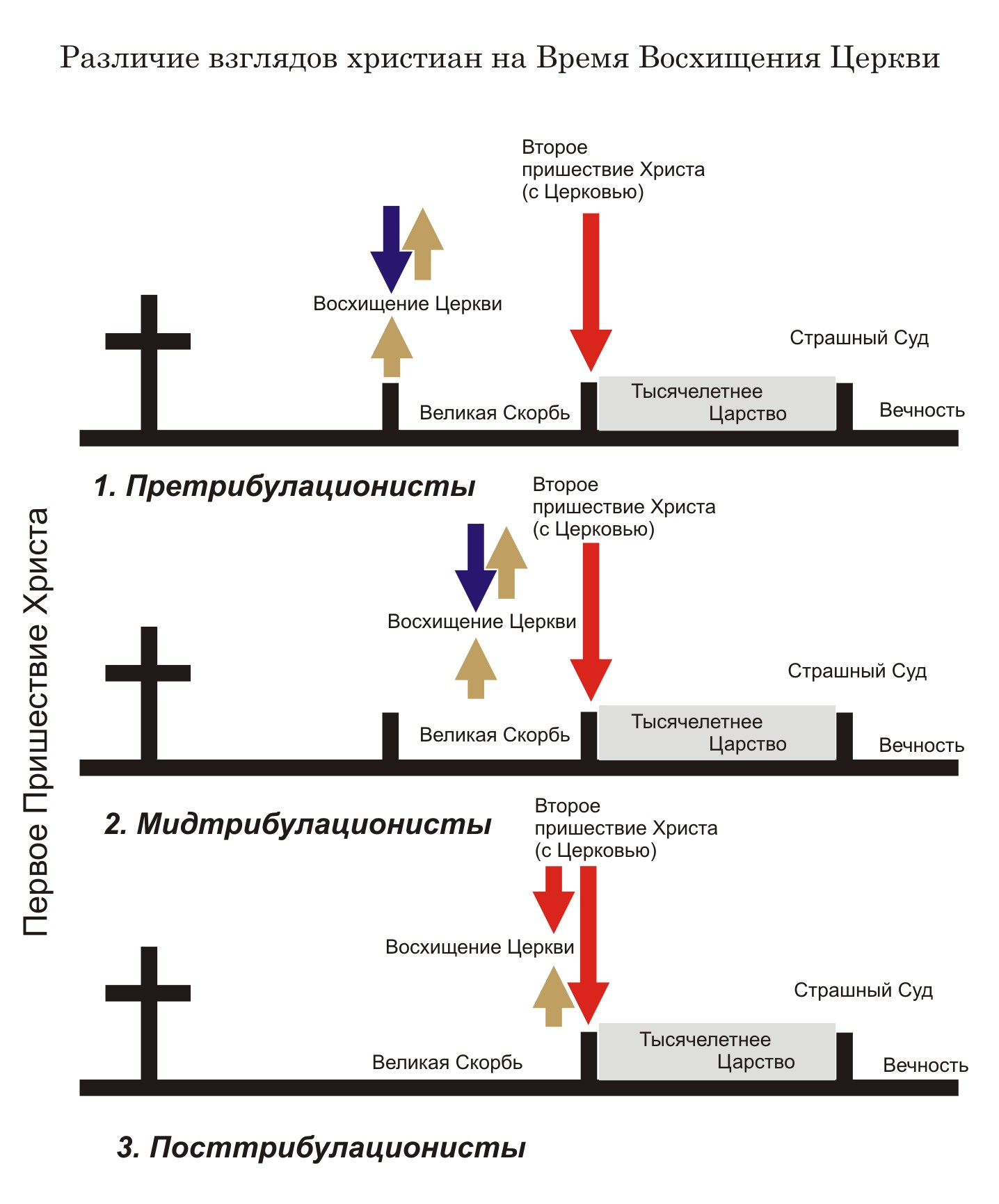
Различие взглядов христиан на время Восхищения Церкви

Мидтрибулационисты полагают, что Восхищение Церкви произойдёт на протяжении семилетнего периода Великой скорби (во время 70-й седьмины, упомянутой в книге пророка Даниила (Дан. 9:24-27). В книге пророка Даниила последняя седьмина разделена надвое, поэтому и период Великой скорби ими делится на две части по 3,5 года каждый. Исходя из описании Даниила, по-настоящему скорбной станет вторая половина седьмины. Мидтрибулационисты полагают, что Церковь будет восхищена перед тяжёлым излияния Божьего гнева во второй половине седьмины.
Мидтрибулационисты часто обращаются к другому отрывку из книги пророка Даниила — Дан. 7:25, где сказано, что святые Всевышнего будут преданы в руку антихриста «до времени и времён и полувремени», интерпретируя так первый период в 3,5 года. По прошествии же половины скорби, антихрист устроит «мерзость запустения», осквернив Иерусалимский Храм, который будет построен на Храмовой горе, (см. Третий Храм).
Взглядов мидтрибулационистов придерживается меньшинство среди премилленаристов.

### Перед излиянием гнева Господня (Prewrath)
Эта группа верующих также считает, что Восхищение произойдёт на протяжении периода Великой скорби перед Вторым пришествием. Однако, по их мнению, Церковь будет присутствовать на Земле во время второй половины 70-й седьмины из книги пророка Даниила, когда антихрист будет находиться в Иерусалимском Храме. При этом точные сроки Восхищения неизвестны. Ссылки на Евангелия (Матфея — 24 глава, Марка — 13 глава и Луки — 21 глава) используются в качестве доказательства того, что это
испытание будет прервано пришествием Христа, чтобы восхитить праведников. Этот момент привязывается к событиям из книги Откровение, — снятия шестой печати, помрачения солнца и луны, ставшей как кровь (Откр. 6:12).
К этому времени многие христиане будут убиты антихристом. После Восхищения Церкви произойдёт день излияния гнева Господня («день Господень»). Гнев Господень будет изливаться на нечестивых до конца 70-й седьмины.

### Частное Восхищение (Partial)
Сторонники этой теории считают, что истинные христиане будут восхищены до, во время или после Великой скорби в зависимости от своей веры. Восхищение верующего определяется сроком его обращения к вере во время скорби.
Те, кто был верен Церкви до скорби, будут и восхищены до скорби, остальные, обратившиеся во время скорби, «будут восхищены группами тогда, когда будут готовы к пути».

### Посттрибулационисты (Post-tribulation)
Посттрибулационисты ставят время Восхищения Церкви в конец периода Великой скорби. Авторы-посттрибулационисты определяют период скорби, в общем смысле, как всю историю человечества до Второго пришествия Христа, или, в особом смысле, как время непосредственно перед ним. Здесь акцентируется внимание на том, что Церкви надлежит испытать скорбь, даже если она будет избавлена от излияния гнева Господня. Главным библейским обоснованием этой точки зрения является отрывок из Евангелия от Матфея:

вдруг, после скорби дней тех … соберут избранных Его…
— Мф. 24:29-31
Посттрибулационисты считают, что Восхищение Церкви будет происходить одновременно со Вторым пришествием Христа. Верующие будут встречать Иисуса в воздухе и затем будут сопровождать Его в возвращении на Землю. По мнению посттрибулационистов, упомянутые в 1Фес. 4:16-17 и в 1Кор. 15:51-52 трубы возвещают в конце скорби пришествие Христа. Они считают это одним событием с трублением седьмого Ангела из книги Апокалипсис (Откр. 11:15).
К посттрибулационистам принадлежит известный в русскоязычных евангельских церквях американский пастор и богослов Джон Пайпер (John Piper).
Точка зрения посттрибулационистов фактически совпадает с традиционными воззрениями исторических церквей и толкованием ими 1Фес. 4:17 как события, непосредственно предшествующего возвращению Христа во славе, «в сретение (то есть навстречу) Господу», духовный смысл которого - продолжение уподобления верующего Христу (Флп. 3:20-21), соединение с Ним в Вознесении.

### Претеристы (Preterism)
Обращают внимание на то, что в 1Фес. 4:17, как и в 1Кор. 15:51-52 апостол Павел без всяких оговорок или предположений уверенно пишет в первом лице конкретно о своём поколении. Это согласуется со словами Христа «Истинно говорю вам: не прейдет род (γενεὰ — по одному из значений, поколение) сей, как всё сие будет» (Мф. 24:34, Мк. 13:30, Лк. 21:32; ср. т.ж. Мф. 16:28, Мк. 9:1, Лк. 9:27). Таким образом, событие о котором говорится в 1Фес. 4:17, уже произошло, буквально или аллегорически, не позже I-го столетия.

## Дата
Многие верующие в Восхищение Церкви пытались предсказать его дату, несмотря на предупреждение Иисуса Христа:

О дне же том и часе никто не знает, ни Ангелы небесные, а только Отец Мой один
— Мф. 24:36
Ещё одной проблемой для желающих установить дату Восхищения стали слова Христа:

Истинно говорю вам: не прейдет род сей, как все сие будет
— Мф. 24:34
Все ранее сделанные попытки предсказать дату Восхищения были неудачными и заканчивались дискредитацией таких предсказателей. Впрочем некоторые из таких предсказателей, после своего провала, «переосмысливали» Писание и либо переносили дату на более позднее время (например, Свидетели Иеговы), либо вовсе отказывались от подобных предсказаний.
В то же время в Библии описаны признаки последнего времени (участившиеся войны, болезни, стихийные бедствия и т. д.) и на протяжении многих поколений верующие усматривали эти признаки в том времени, в котором они жили.

### Предсказания

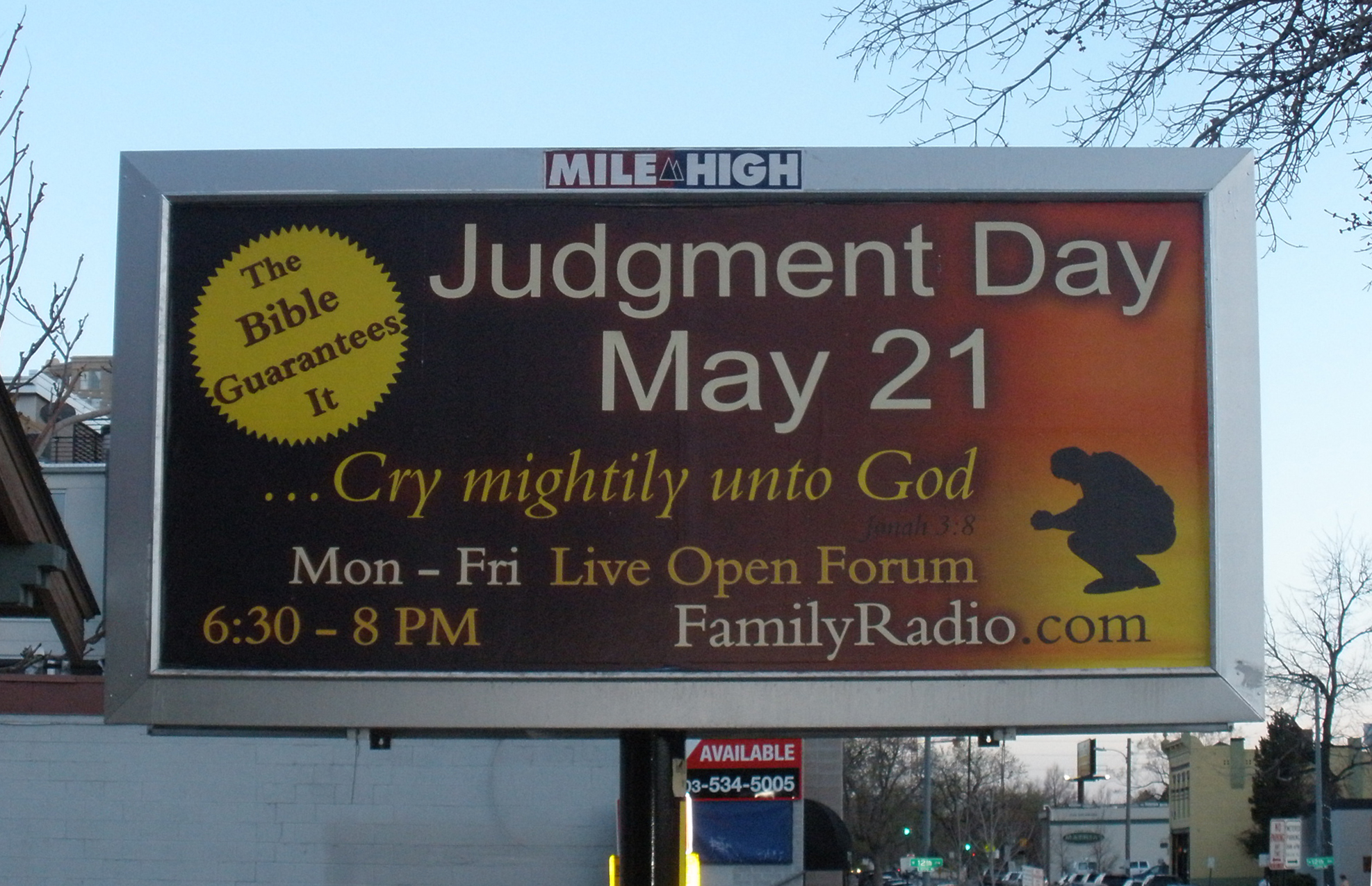
Билборд, обещающий Судный день 21 мая 2011 года

Ниже приведены некоторые из известных предсказаний даты Восхищения Церкви.
- 1844 Уильям Миллер (William Miller) предсказывал, что Христос вернётся между 21 марта 1843 и 21 марта 1844, затем назвал новую дату — 22 октября 1844 года. Осознание неверности прогноза привело к «Великому разочарованию». Несмотря на это на теологии Миллера возникло движение адвентизма. Бахаи верят, что Христос действительно вернулся, как Миллер и предсказывал, в 1844 году, с появлением Баба.
- 1914, 1918 и 1925 — даты, предсказанные Свидетелями Иеговы.
- 1981 Известный американский пастор Чак Смит предсказал, что Иисус, вероятно, вернётся к 1981 году.
- 1988 Инженер НАСА и студент-богослов Эдгар Уисенант (англ. Edgar_C._Whisenant) опубликовал книгу, где привёл 88 причин, которые говорят о Восхищении в 1988 году.
- 1989 Эдгар Уисенант сделал дальнейшие предсказания Восхищения в 1992, 1995 и других годах.
- 1992 Корейская группа «Mission for the Coming Days» предсказала Восхищение 28 октября 1992 года.
- 1993 Было дано несколько различных предсказаний о том, что в 1993 году начинается 70-я седьмина Великой скорби, которая окончится в 2000 году.
- 1994 Пастор Джон Хинкли (John Hinkle) из Лос-Анджелеса предсказал Восхищение 9 июня 1994 года, а радиопроповедник Гарольд Кэмпинг (Harold Camping) — 6 сентября 1994 года.
- 2011 Гарольд Кэмпинг пересмотрел прогноз: 21 мая 2011 года. После того, как предсказание не сбылось, он утверждал, что невидимый «духовный суд» имел место, и что физическое вознесение произойдёт 21 октября 2011 года[32].